# Morten Skallerud
Morten Skallerud (nascut el 14 de juliol de 1954) és un director de fotografia i director de cinema noruec. Dirigeix Camera Magica, una productora cinematogràfica a Oslo.
Va guanyar el premi Amanda al millor curtmetratge amb Året gjennom Børfjord, que també va obtenir el gran premi al Festival de Cinema de Tampere.

## Filmografia
- Året gjennom Børfjord, 1991 12 minuts
- Ti tusen år under jorda, 1995
- Arktisk lys 32 minuts
- Nordlyset danser 8:30 minuts
- Smale spor av et århundre, 2003 4:30 minuts